# Sun Giant
Sun Giant é o segundo EP da banda americana Fleet Foxes, lançado a 8 de Abril de 2008.

## Faixas
| N.º | Título               | Duração |  |
| 1.  | "Sun Giant"          | 2:14    |  |
| 2.  | "Drops in the River" | 4:13    |  |
| 3.  | "English House"      | 4:41    |  |
| 4.  | "Mykonos"            | 4:35    |  |
| 5.  | "Innocent Sun"       | 3:07    |  |